# Allen Hurns
(en) Statistiques sur pro-football-reference
Allen Bernard Hurns, né le 12 novembre 1991 à Miami, est un joueur professionnel américain de football américain. 
Wide receiver, il évolue actuellement pour les Dolphins de Miami dans la National Football League. Il a également joué pour les Jaguars de Jacksonville et les Cowboys de Dallas.

## Biographie

### Carrière universitaire
Il a étudié à l'Université de Miami et a joué pour l'équipe des Hurricanes de 2010 à 2013.

### Carrière professionnelle
Non sélectionné durant la draft 2014 de la NFL, il signe comme agent libre avec les Jaguars de Jacksonville. À sa deuxième saison, en 2015, il attrape pour 1 031 yards sur 64 passes réceptionnées et 10 touchdowns marqués. Il prolonge son contrat de quatre années supplémentaire après cette saison.
N'arrivant pas à répéter ses performances de la saison 2015 lors des deux saisons suivantes, il est libéré par les Jaguars en mars 2018. Il signe peu après avec les Cowboys de Dallas pour deux ans. 
Il est libéré par les Cowboys le 23 juillet 2019, puis signe quelques jours plus tard avec l'équipe de sa ville natale, les Dolphins de Miami.
Il décide de ne pas prendre part à la saison 2020 en raison de la pandémie de Covid-19.

## Statistiques
| Année  | Équipe                  | MJ     |                        | Passes réceptionnées   | Passes réceptionnées   | Passes réceptionnées   | Passes réceptionnées |       | Courses | Courses | Courses | Courses |  | Fumbles | Fumbles |
| Année  | Équipe                  | MJ     | Nb.                    | Yards                  | Moy.                   | TD                     | Nb.                  | Yards | Moy.    | TD      | Nb.     | Perdus  |  |         |         |
| 2014   | Jaguars de Jacksonville | 16     | 51                     | 0677                   | 13,3                   | 06                     | -                    | -     | -       | -       | 0       | 0       |  |         |         |
| 2015   | Jaguars de Jacksonville | 15     | 64                     | 1 031                  | 16,1                   | 10                     | -                    | -     | -       | -       | 2       | 1       |  |         |         |
| 2016   | Jaguars de Jacksonville | 11     | 35                     | 0477                   | 13,6                   | 03                     | -                    | -     | -       | -       | 1       | 0       |  |         |         |
| 2017   | Jaguars de Jacksonville | 10     | 39                     | 0484                   | 12,4                   | 02                     | -                    | -     | -       | -       | 0       | 0       |  |         |         |
| 2018   | Cowboys de Dallas       | 16     | 20                     | 0295                   | 14,8                   | 02                     | -                    | -     | -       | -       | 1       | 0       |  |         |         |
| 2019   | Dolphins de Miami       | 14     | 32                     | 0416                   | 13,0                   | 02                     | -                    | -     | -       | -       | 1       | 1       |  |         |         |
| 2020   | Dolphins de Miami       | -      | Ne joue pas (Covid-19) | Ne joue pas (Covid-19) | Ne joue pas (Covid-19) | Ne joue pas (Covid-19) | -                    | -     | -       | -       | -       | -       |  |         |         |
| Totaux | Totaux                  | Totaux | 241                    | 3 380                  | 14,0                   | 25                     | -                    | -     | -       | -       | 5       | 2       |  |         |         |